# Côtes-de-montestruc
Pour les articles homonymes, voir Montestruc.
Le côtes-de-montestruc, appelé vin de pays des côtes de Montestruc jusqu'en 2009, est un vin français d'indication géographique protégée (le nouveau nom des vins de pays) de zone produit dans la zone Ténarèze, autour de Montestruc-sur-Gers. Depuis 2009, ces vins ont été intégrés à l'IGP Côtes-de-gascogne.
C'est le décret du 13 septembre 1968 qui a donné naissance aux vins de pays en les distinguant des vins de table. Cette dénomination entend le respect de règles de production et de normes rigoureuses, sanctionnées par un agrément qualitatif officiel. Sa création officielle remonte au 26 août 1982 (proclamation du décret spécifique).

## Production
Les vignerons du Syndicat de défense des côtes du Montestruc doivent répondre à un cahier de production bien précis, chaque parcelle est identifiée et répertoriée.

## Règles
Seulement des vins rouge, rosé et blanc.
Seulement du vin provenant de la zone définie.
Cépages pour vin rouge et rosé : abouriou, merlot, cabernet sauvignon, cabernet franc, Duras (cépage), fer servadou, négrette, portugais bleu, malbec et tannat.
Cépages pour vin blancs : colombard, jurançon blanc, len de l'El, sauvignon blanc, sémillon, muscadelle et gros manseng.

## Zone de production
Pour avoir droit à la dénomination « vin de pays des côtes de Montestruc », les vins doivent être issus de vendanges récoltées sur le territoire des communes suivantes du département. du Gers :
- Canton d'Auch-Nord-Ouest et Canton d'Auch-Nord-Est : Auch, Castin, Crastes, Duran, Mirepoix, Montaut-les-Créneaux, Nougaroulet, Preignan, Puycasquier, Roquelaure, Sainte-Christie, Tourrenquets et Leboulin.
- Canton de Fleurance : Fleurance, Brugnens, Castelnau-d'Arbieu, Céran, Cézan, Gavarret-sur-Aulouste, Goutz, Lalanne, Lamothe-Goas, Miramont-Latour, Montestruc-sur-Gers, Pauilhac, Puységur, Réjaumont, Sainte-Radegonde, Pis, Préchac, La Sauvetat (partie) et Urdens.
- Canton de Jegun : Castillon-Massas, Lavardens, Mérens, Peyrusse-Massas et Roquefort.
- Canton de Mauvezin : Maravat, Saint-Brès et Taybosc.
- Canton de Lectoure : Terraube.